# Rover CityRover
Rover CityRover – samochód osobowy klasy aut najmniejszych produkowany  przez brytyjską markę Rover w latach 2003 – 2005.

## Historia i opis modelu

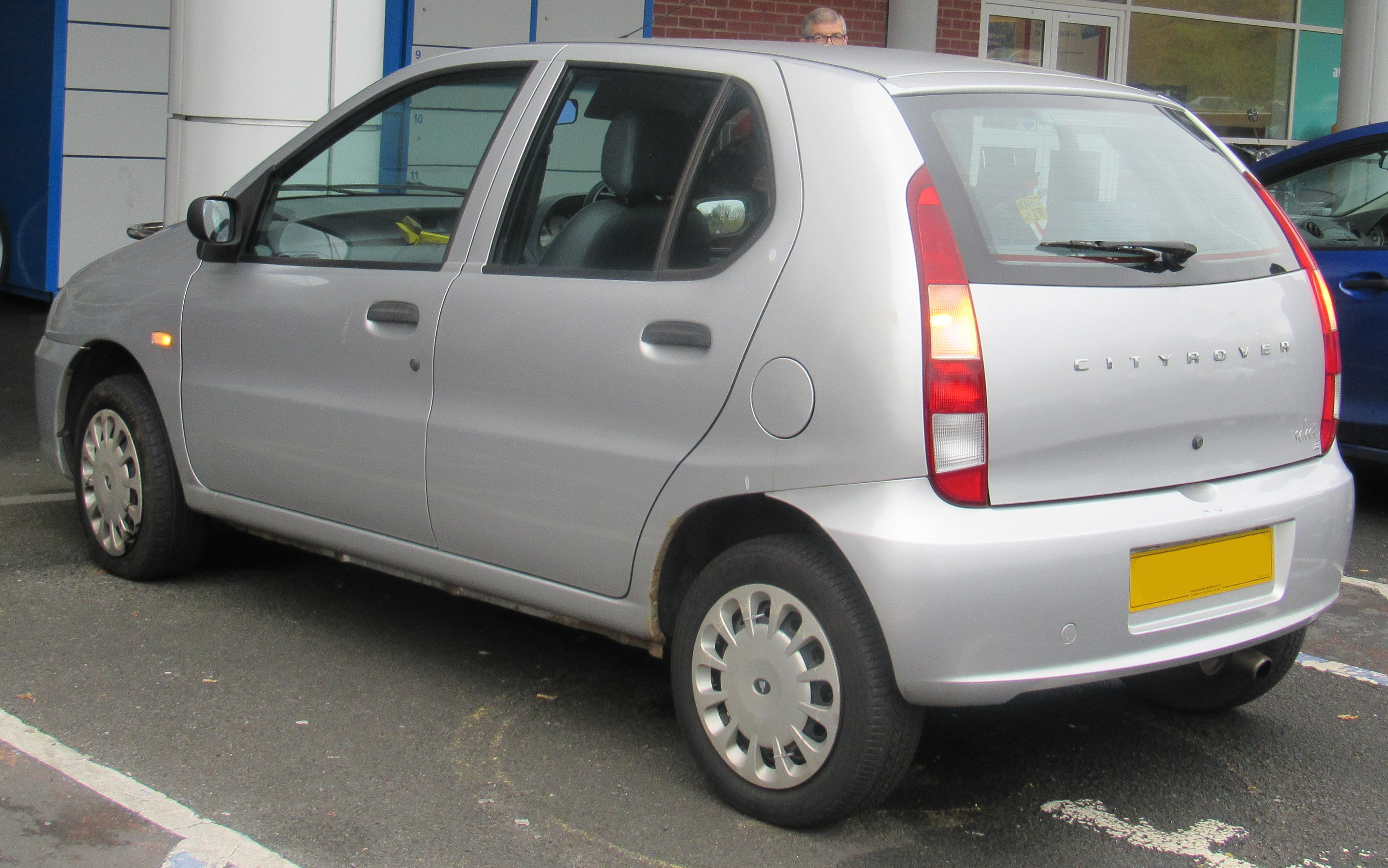
Rover CityRover - tył

Był to bliźniaczy model indyjskiego samochodu Tata Indica przeznaczony na rynek europejski. Z powodu niskiej sprzedaży, jego sprzedaż zakończono jednak zaledwie 2 lata po rozpoczęciu, w kwietniu 2005 roku.